# 迪迪埃·德尚
迪迪埃·克洛德·德尚（法語：Didier Claude Deschamps，法語發音：[didje klod deʃã]；1968年10月15日—），法國巴斯克人，前法國國家足球隊隊員，司職中場，代表國家隊上陣超過100場，並曾以隊長身份率領法國國家足球隊奪得1998年世界盃和2000年歐洲國家盃雙料冠軍。現在是法國隊的主教練，於2018年俄羅斯世界盃帶領法國隊贏取冠軍，成為扎加洛和贝肯鲍尔之后歷史上第三位以球員及主教練身份奪得世界盃冠軍的人。他被喻為世界足壇最佳法國巨星之一。

## 生平

### 球員
迪甘斯早於1985年出道，職業生涯效力的首支球會乃南特，於1985年9月27日首度出場。其後他曾效力過一些法甲聯賽勁旅，包括馬賽以及波爾多。而在效力馬賽期間，更贏過了法甲聯賽冠軍。
不過說到球員生涯最突出的成績，數以效力意甲大球會祖雲達斯為表表者。他於1994年加盟。作為防守中場的他，在祖雲達斯取得了職業球員生涯中最多榮譽。除了三屆意甲聯賽冠軍（1995、1997、1998）外，還包括了1996年欧洲冠军联赛冠軍。而代表法國國家隊於1998年世界杯贏得的冠軍，也是迪甘斯極具份量的獎項。
迪甘斯於1999年離開了祖雲達斯，起先效力英超車路士，並贏得英格蘭足總盃冠軍。一季後他轉投西甲爭標分子華倫西亞，也是只效力一年。
在2000年歐洲國家盃，德尚替球隊奪冠而回，但之後就宣佈退出國家隊；而一年後（即2001年）他亦宣佈結束球員生涯。
迪迪埃·德尚是球王贝利在2004年公佈的心目中125位在世最佳足球運動員之一。

### 教練
退役後的迪甘斯曾任教法甲聯賽強隊摩納哥。曾帶領球會進入2003-04年年度欧洲冠军联赛決賽，但以0比3败于穆里尼奥率领的葡超劲旅波尔图，獲得亞軍。2005年因與球會主席不和而離職。
2006年他重返祖雲達斯擔任教練。時祖雲達斯降入乙組，他成功帶領該球會升回甲組。不過只效力該球季，他又宣佈離職。2009年5月初法甲領頭羊馬賽宣佈迪甘斯下季出任球隊教練之職。
2012年歐洲國家杯結束後，他取代白蘭斯擔任法國隊主教練。2018年迪甘斯帶領年輕人才輩出的法國隊征戰2018世界盃，在淘汰賽一路打敗如阿根廷，烏拉圭及克羅地亞等強隊後成功贏得大力神盃，成為世界上第三個在球員及教練生涯都拿過世界盃冠軍的人。
FIFA公布2018年度最佳男足教練候選名單，俄羅斯世界杯冠軍法國隊主帥迪甘斯入圍。

## 榮譽
- 球會

| 球季                | 球隊     | 聯賽 | 出場次數 | 入球 | 冠軍榮譽                                           |
| ------------------- | -------- | ---- | -------- | ---- | -------------------------------------------------- |
| 1985-86年           | 南特     | 法甲 | 7場      | -    | -                                                  |
| 1986-87年           | 南特     | 法甲 | 19場     | -    | -                                                  |
| 1987-88年           | 南特     | 法甲 | 30場     | 2球  | -                                                  |
| 1988-89年           | 南特     | 法甲 | 36場     | 1球  | -                                                  |
| 1989年9月- 89年12月 | 南特     | 法甲 | 19場     | 1球  | -                                                  |
| 1989年9月- 90年5月  | 馬賽     | 法甲 | 17場     | 1球  | 法甲聯賽(90年)                                     |
| 1990-91年           | 波爾多   | 法甲 | 29場     | 3球  | -                                                  |
| 1991-92年           | 馬賽     | 法甲 | 36場     | 4球  | 法甲聯賽(92年)                                     |
| 1992-93年           | 馬賽     | 法甲 | 36場     | 1球  | (93年)                                             |
| 1993-94年           | 馬賽     | 法甲 | 34場     | -    | -                                                  |
| 1994-95年           | 祖雲達斯 | 意甲 | 14場     | 1球  | 意甲聯賽(95年)、意大利盃(95年)                     |
| 1995-96年           | 祖雲達斯 | 意甲 | 30場     | 2球  | 意大利超級盃(95年)、(96年)                         |
| 1996-97年           | 祖雲達斯 | 意甲 | 26場     | 1球  | 欧洲超级杯(96年)、 [洲際盃](96年)、 意甲聯賽(97年) |
| 1997-98年           | 祖雲達斯 | 意甲 | 25場     | -    | 意大利超級盃(97年)、意甲聯賽(98年)                 |
| 1998-99年           | 祖雲達斯 | 意甲 | 29場     | -    | -                                                  |
| 1999-00年           | 車路士   | 英超 | 21場     | -    | 英格兰足总杯(00年)                                 |
| 2000-01年           | 華倫西亞 | 西甲 | 8 場     | 0球  | -                                                  |

- 國家隊 
  - 1998年世界盃：冠軍
  - 2000年歐洲國家盃：冠軍

德尚是歷史上第一位在球會級和國家隊級賽事同時成為歐洲和世界冠軍的球員，而且全數均以主力身份出席決賽：
- 1993年代表馬賽，在歐洲聯賽冠軍盃決賽以1-0擊敗AC米蘭，贏得歐洲冠軍（球會）。[3]
- 1996年代表祖雲達斯，在豐田盃決賽以1-0擊敗河床，贏得世界冠軍（球會）。[4]
- 1998年代表法國隊，在世界盃決賽以3-0擊敗巴西隊，贏得世界冠軍（國家隊）。[5]
- 2000年代表法國隊，在歐洲國家盃決賽以加時2-1擊敗意大利隊，贏得歐洲冠軍（國家隊）。[6]

### 個人
- 法國榮譽軍團勳章騎士級：1998年
- 法國榮譽軍團勳章軍官級：2018年

## 執教球隊榮譽
摩纳哥
- 法国足球甲级聯賽亚军：2002/2003
- 欧洲冠军聯賽亚军：2003/2004
- 法国联赛杯冠军：2002/2003

 尤文图斯
- 意大利足球乙级联赛冠軍：2006/2007

 马赛
- 法国足球甲级聯賽冠军：2009/2010；亚军：2010/2011
- 法国联赛杯冠军：2009/2010、2010/2011、2011/2012
- 法国超級盃冠軍：2010、2011

 法國國家隊
- 歐洲盃亞軍：2016
- 世界盃冠軍：2018
- 歐國聯冠軍：2021
- 世界盃亞軍：2022